# Катастрофа Ил-14 под Байсуном
Катастрофа Ил-14 под Байсуном — авиационная катастрофа пассажирского самолёта Ил-14П компании Аэрофлот, произошедшая в воскресенье 13 декабря 1959 года к северо-востоку от Байсуна на хребте Байсунтау, при этом погибли 30 человек.

## Самолёт
Ил-14П (по другим данным — Ил-14М) с заводским номером 147001416 и серийным 14-16 был выпущен заводом «Знамя Труда» (Москва) 17 мая 1957 года, после чего продан Главному управлению гражданского воздушного флота. Авиалайнер получил бортовой номер СССР-Л1577 и был направлен в 160-й (Ташкентский) авиатранспортный отряд Узбекского территориального управления гражданского воздушного флота. В 1959 году, то есть незадолго до катастрофы, в связи с перерегистрацией бортовой номер сменился на CCCP-91577. Всего на момент катастрофы самолёт имел наработку 3029 лётных часов.

## Экипаж
- Командир воздушного судна — Вишняков Анатолий Николаевич
- Второй пилот — Мирошниченко Василий Алексеевич
- Бортмеханик — Святкин Василий Васильевич
- Бортрадист — Разумов Николай Поликарпович
- Стюардесса — Голева Валентина Алексеевна

## Катастрофа
| Гражданство людей на борту | Гражданство людей на борту | Гражданство людей на борту | Гражданство людей на борту |
| Гражданство                | Пассажиры                  | Экипаж                     | Всего                      |
| -------------------------- | -------------------------- | -------------------------- | -------------------------- |
| Китай                      | 2                          | 0                          | 2                          |
| СССР                       | 20                         | 5                          | 25                         |
| ФРГ                        | 3                          | 0                          | 3                          |
| Итого                      | 25                         | 5                          | 30                         |

Самолёт выполнял международный пассажирский рейс SU-120 из Кабула (Королевство Афганистан) в Ташкент (Узбекская ССР) с промежуточной посадкой в Термезе. Первый этап полёта прошёл без отклонений, а в 09:02 МСК рейс 120 с 25 пассажирами и 5 членами экипажа на борту вылетел из Термезского аэропорта в Ташкент. Согласно прогнозу погоды, на маршруте ожидалась слоисто-кучевая облачность с отдельными разрывами и нижней границей 2000—2500 метров, а также переменная разорвано-кучевая с нижней границей 300—500 метров, снегопад, видимость около 4—10 километров, горы закрыты облаками. Авиалайнер поднялся до эшелона 3600 метров и, согласно показаниям на радиолокаторе, направился строго на север. В 09:27 экипаж доложил о визуальном пролёте Дербента. Это было последнее радиосообщение с рейса 120 на землю. Через минуту в 09:28 самолёт оказался засвечен горами, поэтому пропал с экрана радиолокатора. Больше экипаж уже на вызовы не отвечал и в Ташкент не прибыл. Поиски велись в течение месяца, но оказались безрезультатными. 19 января 1960 года, то есть только через 37 дней, советское посольство в Кабуле официально заявило об исчезновении борта 91577.
Спустя полгода, 2 июня 1960 года, вертолёт Ми-1 борт СССР-66912 летел над хребтом Байсунтау, когда его экипаж увидел на юго-восточном склоне горы Куштанг, в 27 километрах к северо-востоку от Байсуна, обломки самолёта. Прибывшая на данное место поисковая служба определила, что разбившийся самолёт и есть пропавший борт 91577. Как было определено, летящий на высоте 3700 метров авиалайнер под углом 45—60° врезался левой плоскостью крыла, а затем и фюзеляжем в отвесный склон горы, в результате чего разрушился. Обломки скатились вниз на две сотни метров до высоты 3501 метр и остановились на основании склона. Все 30 человек на борту погибли. На то время это была крупнейшая катастрофа самолёта Ил-14 и вторая крупнейшая авиакатастрофа в Узбекской ССР (после катастрофы АНТ-20бис, 36 погибших).

## Причины
Причиной катастрофы были названы нарушения в работе экипажа, который после вылета из Термеза направился не по установленной трассе, а напрямик через Дербент и горы к Ташкенту. При этом, уходя с трассы, экипаж не учитывал фактический ветер, из-за чего самолёт стало сносить с выбранного пути в сторону гор, после чего влетел в облака вокруг этих гор, а затем врезался в скалу. Фактически место катастрофы находилось в 40—50 километрах правее трассы.
В ходе расследования комиссией были обнаружены различные нарушения в обеспечении авиационных перевозок в данном регионе. Так у пилотов уже было распространённой практикой спрямлять маршруты, летая напрямик через горные хребты. Авиадиспетчеры при этом плохо следили за полётами посредством имеющегося оборудования и не пытались возвращать самолёты обратно на трассы. Также в случае катастрофы борта 91577 были грубо нарушены правила визуальных полётов, так как полёт проходил в горном районе в условиях сплошной облачности и закрытых горных вершинах.